# Giovanni Battista Pisani

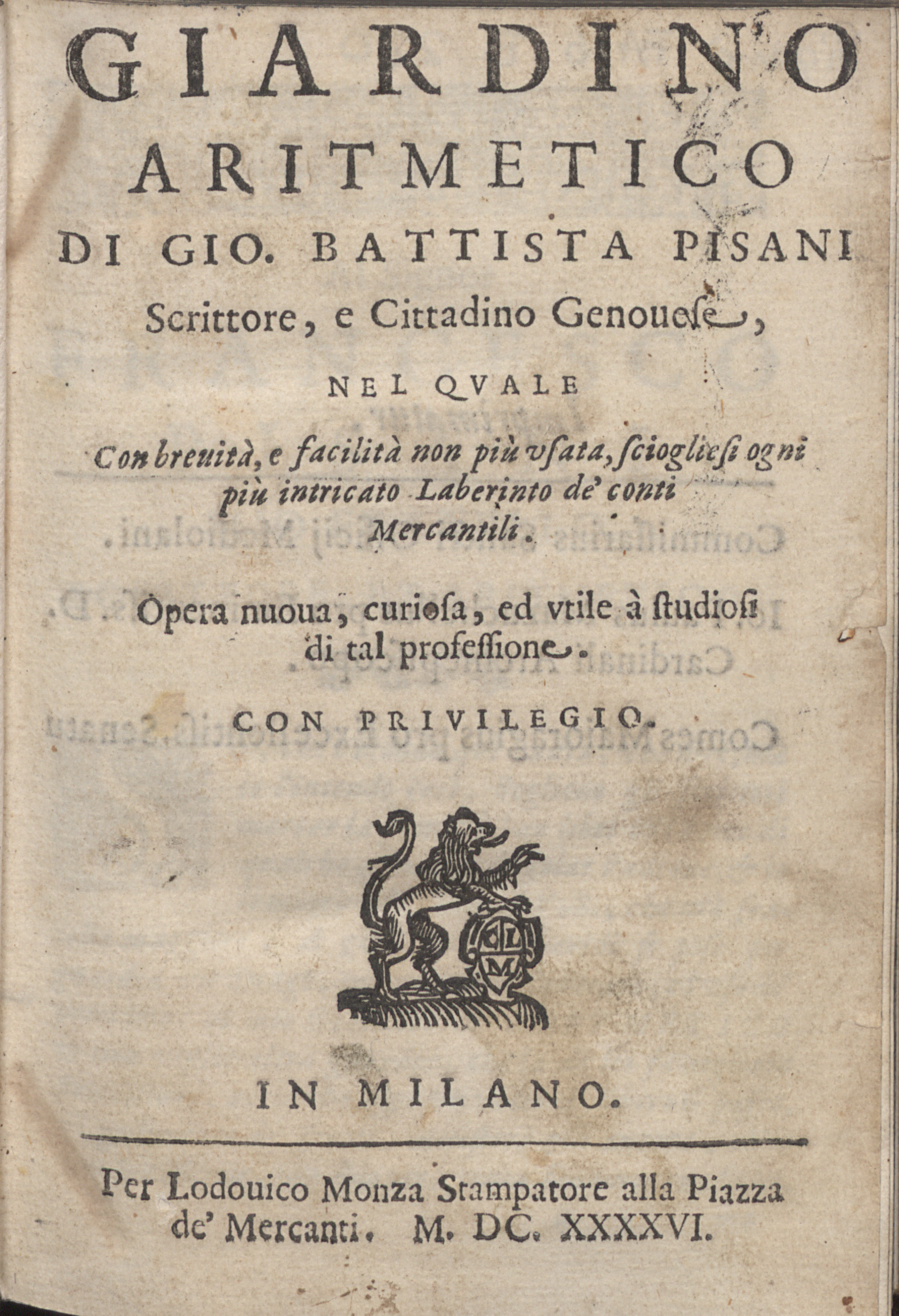
Giardino aritmetico, 1646

Giovanni Battista Pisani, noto anche come Gio. Battista Pisani (Genova, ... – XVII secolo), è stato un matematico italiano.

## Biografia
«Scrittore et arimmetico in Genova», scrisse Il primo libro di lettere corsive moderne (1641) per l'insegnamento della calligrafia, seguito da altre opere di taglio volutamente didattico, Memoriale aritmetico (1644) e Giardino aritmetico (1646), finalizzate a risolvere problemi di aritmetica che erano legati specialmente all'attività mercantile.

## Opere
- Il primo libro di lettere corsive moderne, Genova, stampato appresso l'autore, 1641.
- Giardino aritmetico. Nel quale con brevità, e facilità non più usata, sciogliesi ogni più intricato laberinto de' conti mercantili, Milano, Lodovico Monza, 1646.
- Memoriale aritmetico. Per indirizzo et aiuto di chi desidera con ogni facilità e sicurezza apprendere la prattica del conteggiare, Venezia, Stefano Curti, 1686  [1644].